# 卡洛斯·吉恩
卡洛斯·阿方索·吉恩（英語：Carlos Alfonso Guillén，1975年9月30日—），為前美國職棒大聯盟的游擊手，生涯曾效力過水手與老虎兩隊。

## 職業生涯

### 西雅圖水手
吉恩剛上大聯盟時，因為游擊已有艾力士·羅德里奎茲防守，因此吉恩多半擔任二壘手和三壘手。在羅德里奎茲轉到遊騎兵後，吉恩終於回到他的老本行。
2000年美國聯盟分區賽第三場，吉恩在9局下上場打擊，他用觸擊方式巧妙打穿白襪內野防線，形成再見安打，也幫助水手成功橫掃白襪晉級。2001年9月，吉恩因罹患肺結核而住院治療，但他仍在美聯冠軍賽上場。

### 底特律老虎
2004年，水手將吉恩交易到老虎，換來Juan Gonzalez和Ramon Santiago。來到老虎的第一年，吉恩就繳出3成18的打擊率，並打回97分打點，成功入選生涯首次明星賽。不過他在球季最後一個月因為跑壘受傷導致無法出賽。
2005年，雖然吉恩傷勢恢復不錯，但未完全恢復的他還是很少有上場空間。2006年，他單季的上壘率首度來到4成。OPS高達.919更是全大聯盟游擊手最高。
2006年8月1日，吉恩成為老虎隊史第十位達成完全打擊的球員。
2007年8月6日，吉恩敲出大聯盟生涯第1000安。9月30日，他在32歲生日當天首度達成單季100分打點。球季結束後，老虎簽下埃德加·倫特利亞，這也讓吉恩在新球季預計擔任一壘手。不過後來球隊又從馬林魚交易來米格爾·卡布瑞拉，因此吉恩最後變成三壘手。2009年，總教練決定讓吉恩成為外野手。2010年，雖然總教練希望吉恩繼續擔任外野手，不過先前受傷的他表示自己還是希望可以當內野手。
2011年，吉恩因為進行左膝手術而缺席所有上半季的比賽。7月31日，吉恩在比賽中從傑瑞·威佛手中開轟，但他在打擊率慢慢看球飛越全壘打牆造成威佛的不滿，結果他對下一棒投出頭部近身球而遭到驅逐出場。10月30日，吉恩成為自由球員。

### 退休
2012年2月1日，吉恩和水手簽下小聯盟約，並受邀參加大聯盟春訓。3月6日，吉恩宣布正式退休。

## 生涯打擊成績
| 出賽次數 | 打席 | 打數 | 得分 | 安打 | 二安 | 三安 | 全壘打 | 打點 | 盜壘 | 保送 | 三振 | 打擊率 | 上壘率 | 長打率 | OPS  |
| -------- | ---- | ---- | ---- | ---- | ---- | ---- | ------ | ---- | ---- | ---- | ---- | ------ | ------ | ------ | ---- |
| 1621     | 6063 | 5319 | 824  | 1479 | 340  | 23   | 233    | 865  | 148  | 601  | 1064 | .278   | .358   | .482   | .840 |

## 個人生活
吉恩目前和妻子育有三名子女。

## 外部連結
- 球員資訊和成績在MLB ，ESPN ，Retrosheet ，Baseball Reference ，Baseball Reference (Minors) ，Fangraphs ，The Baseball Cube （英文）